# Josip Marn
Josip Marn, slovenski literarni zgodovinar, časnikar in šolnik, * 13. marec 1832, Štanga nad Litijo, † 27. januar 1893, Ljubljana.

## Življenje
Rodil se je očetu Martinu. Ker v Štangi ni bilo ljudske šole, ga je pisati in brati naučil tamkajšnji župnik. Jeseni 1839 je začel obiskovati normalko, leta 1843 gimnazijo, leta 1846 pa je bil sprejet v novoustanovljeno Alojzijevišče. Kot odličnjak je leta 1851 dokončal gimnazijo, a zaradi slabotnega zdravja ni nikoli pristopil k maturi, ki se takrat tudi ni zahtevala za sprejem v bogoslovje. Leta 1855 je postal kaplan v Horjulu, kjer je na svoje stroške najel sobo in v njej ustanovil zasilno šolo ter učil otroke krščanski nauk, branje in pisanje. 
Ko je Metelko konec šolskega leta 1857 zaprosil za stalno upokojitev, je škofu Wolfu za svojega naslednika priporočil na prvem mestu Marna, ki je potem najprej nastopil kot začasna zamenjava za verouk v nižjih razredih in za slovenščino v 7. in 8. razredu. Po izpitu iz verouka in smrti kateheta Globočnika je 17. julija 1859 postal stalen veroučitelj na nižji gimnaziji. 13. julija 1860 je pri Miklošiču na Dunaju opravil izpit iz slovenščine kot glavnega predmeta in bil 17. julija 1863 imenovan za pravega gimnazijskega učitelja. Naslov profesor so mu priznali 18. decembra 1866. Od 1882 je bil načelnik knjižnega odseka in 1886–93 predsednik Slovenske matice, kjer je odločilno vplival na njen program. 
Ob upokojitvi leta 1892 je bil za svoje vestno delo na šolskem področju odlikovan z viteškim križcem Franc-Jožefovskega reda. Na cerkvenem področju je priznanja dobil precej pozno – leta 1889 je bil imenovan za častnega kanonika ljubljanskega kapitlja. Po njegovih besedah mu je to odlikovanje »obilno zadostilo za marsikatera preziranja in poniževanja, katera je trpel v preteklih letih«.

## Delo
V Alojzijevišču je bil Marn ljubljenec vodje, dr. Pogačarja, kateremu je pomagal s prevodi in popravki pri Slovenskem verskem časopisu. V javnosti se je prvič oglasil leta 1849 v Navratilovem mladinskem Vedežu s krajšimi članki zabavne in resne vsebine: Blagosrčni mladenič, Življenje-leto, Povračilo, Kmet in tatje, Skopuha vmori glad pri zakaldu, Vojak zares junak, Plačilo nehvaležnosti in hudodelstva. V Slovenski bčeli je leta 1852, pod psevdonimom Milko, izšla njegova prilika Hrast in lipa. Kot osnovnošolec je bil leta 1851 urednik domačega rokopisnega tednika Daničica, v Lenčkovem Slovenskem romarju (1852) pa je podal razgovor 7 pivcev o svojih ženah in njih 7 žen o svojih možeh.
Značilna za njegovo usmerjenost, ki ji je ostal zvest vse do konca, je njegova Beseda, ktero je govoril bogoslov svojim vrstnikom, ki jo je napisal leta 1853. V njej poudarja poleg temeljite izobrazbe v bogoslovnih vedah tudi potrebno znanje mnogih jezikov. 
Leta 1855 je popravljal Wolfov slovar in kot kaplan v Horjulu poslovenil za sv. pismo z Alliolijevim razlaganjem, ki ga je izdal škof Wolf, I. Ezdrovo, Juditino in Esterino knjigo (glej Wolfova Biblija).
Pri opravljanju učiteljskega poklica se je srečeval z nemajhnimi težavami, povezanimi z jezikom. Brez knjig je moral poučevati slovenščino v nemščini, ocena iz slovenščine pa se sploh ni upoštevala. Šele po mnogih borbah je januarja 1860 slovenščina postala obvezen predmet za vse dijake slovenske narodnosti, ocena iz nje pa je bila enokopravna vsem ostalim.
Marn ni bil estet, kar kaže njegovo poveličevanje Umkovih pesmi in njegovega Abune Solimana, ki ga je z dovoljenjem šolskega nadzornika A. Jarca, uporabljal pri pouku poleg Berila, dokler ni leta 1868 izšel Janežičev Cvetnik slovenske slovesnosti. Tak pouk materinščine je naletel pri nekaterih zrelejših dijakih (Jurčič, Levec, Kersnik) na odpor, obsodil ga je tudi Stritar v Kritičnih pismih.
Po letu 1860 je po Kopitarju in Miklošiču napisal Slovanskiga cerkveniga jezika pravo imé, pervotna domovina in razmera proti sedanjim slovanskim jezikom. 
Od 1863 do smrti je izdajal glasilo Jezičnik, prilogo časopisa Učiteljski tovariš, za katero je pisal jezikoslovne članke, pregled slovenskega slovstva in obširne biografske, bibliografske in literarnozgodovinske razprave o Metelku, Kopitarju, Bleiweisu, od 1883 pod skupnim naslovom Knjiga slovenska.

## Izbrana bibliografija
- Kopitarjeva spomenica. Ljubljana: Matica Slovenska, 1880. (COBISS)
- Jezičnik. Ljubljana: J. Rudolf Milic, 1863–1892. (COBISS)
- Josip Marn, vitez Fran-Josipovega reda: [v spomin 4. oktobra 1892 čestitim prijateljem in dragim nekdanjim učencem]. Ljubljana: samozal., [1892]. (COBISS)
- Kratka staroslovenska slovnica. Celovec: J. Leon, 1863. (COBISS)
- Slovanskiga cerkveniga jezika pravo imé, pervotna domovina in razmera proti sedanjim slovanskim jezikom.

## Dela o Josipu Marnu
- Dušan Mevlja. Josip Marn: ob 95-letnici smrti. Večer 44/21 (1988). 14. (COBISS)
- Andrijan Lah. Josip Marn: naša kultura. Ave Maria, 94/5 (2002). 108–109. (COBISS)
- Andrijan Lah. Ob stoletnici smrti Josipa Marna. Mohorjev koledar (1993). 69–71. (COBISS)